# 윤산터널
윤산터널(輪山터널, Yunsan Tunnel)은 부산광역시 금정구 부곡동 롯데마트 사거리와 회동동 회동교차로를 잇는 길이 1.5km의 쌍굴 터널이다. 부산광역시도 제77호선(부산외부순환도로)의 일부이다.
2020년 4월 22일에 개통해서 오후 7시부터 통행이 허용되었다. 주변에는 회동수원지가 있다.
이 터널 서쪽에는 장전지하차도가 있어 산성터널, 화명대로와 대동화명대교로 직결되며 동쪽에는 정관산업로로 직결된다. 회동교차로에서는 번영로의 문현 방향과 접속된다.
- 구서 나들목과 번영로의 부두방면을 통해서 윤산터널에는 갈 수 없다.

산성터널과 별도로 부산지방경찰청에서 터널구간이 길어 안전사고 예방 차원에서 이륜차 및 초소형전기차 통행을 금지하고 있다. 단속에 적발되면 범칙금이 부과된다. 개통 이 후 산성터널의 마지막 구간인 금정구간 접속도로의 포함되면서 자동차 전용도로 유사제한을 실시하고 있는데 일반버스의 통행을 위해 법적으로 자동차전용도로로 산성터널과 법적으로 자동차전용도로로 지정을 하지 않았다.

## 연혁
- 2020년 4월 22일 : 연결도로 장전지하차도 및 윤산터널 전면 개통 현지시간 22일 오후 7시 전면 개통 개시[2][3][4]

부산 산성터널 금정 쪽 입구에서 회동교차로(회동IC)까지 이어지는 산성터널 접속도로가 22일 오후 7시 개통됐다. 금정구 장전초등학교에서 윤산 입구(1.22km) 구간과 윤산터널(2.02km)로 이뤄진 접속도로의 길이는 3.24km. 국제신문 취재진은 정식 개통 전 기장군 정관읍에서 북구 화명동까지 신규 개통 구간을 시범 주행하며 불편사항이 있는지 살펴봤다.
22일 오후 4시 28분 정관신도시에서 금정구 방면으로 승용차를 몰아 곰내터널을 통과했다. 목적지는 화명동. 그간 이 정관산업로를 이용해 화명동까지 가려면 금정구에서 번영로로 내려온 뒤, 금정구청 앞을 지나 산성터널을 타야 했는데 이 구간은 평일 낮에도 교통량이 꾸준히 많은 곳으로 집중되고 있고 접속도로 개통으로 평소 20분, 출퇴근 시간에는 30분 이상 단축 효과가 있을 것으로 기대된다.

## 구조물 정보
- 위치: 부산광역시 금정구 부곡동 ~ 회동동
- 영업소: 부산광역시 북구 화명대로 193 (화명동)

북구 화명동 ~ 금정구 장전동 구간을 2014년 4월에 착공하여 4년간 착공했다가 2018년 9월에 북구 ~ 금정구 구간을 전면 개통하고 이 중 2018년 10월에 터널을 유료화했다. 2년 후 2020년 4월에 연결도로 장전지하차도 및 윤산터널이 전면 개통되었다.

## 규모
터널의 길이 1,500m의 편도 2차로(왕복 4차로) 쌍굴형식이다.

## 접속하는 도로
- 화명대로
- 정관산업로
- 회동교차로
- 번영로